# Stuwihamuk
Stuwihamuk (Nicola, Stuichamukh, Stuwix, SEi'lEqamuQ) je pleme Athapaskan Indijanaca nastanjeno u dolini rijeke Nicola u Kanadi. Ime Stuwihamuk dobili su od Ntlakyapamuk Indijanaca, ali značenje nije poznato. Prema Mooneyevoj procjeni moglo ih je 1780. biti oko 150, što on temelji na Boasovoj procjeni iz (1895.) na 120-150 u kasnoj 1895.-toj. Stuwihamuki su još u rano doba, možda pod vanjskim pritiskom, stjerani u stredišnje predjele što su nastanjivala Salishan plemena. Oni su uskoro ovdje apsorbirani od Ntlakyapamuka, kod kojih su danas poznati pod imenom Nicola. Stuwihamuki imaju još dva imena koje im je dalo ovo pleme, to su SEi'lEqamuQ i Smîlę'kamuQ. Danas ih jezikoslovci klasificiraju porodici Salishan, ali etnički pripadaju Atapaskima.

## Sela
Sela Stuwihamuka, ili kako se danas zovu Nicola, u zemlji Thompsona locirana su uz rijeku Nicola, to su: Hanehewedl, Huthutkawedl, Koiskana, Kwilchana (na Nicola Lake), Naaik, Nchekus, Nsisket, Nrstlatko, Petutek, Shahanik, Tsulus i Zoht.

## Stuwihamuk pleme -danas
Danas se Stwihamuki ili Stuwix dijele na Lower Nicola i Upper Nicola a imaju dvije rezerve, udaljena jedna od druge oko 15 kilometara, to su Nicola Lake IR #1 i Douglas Lake IR #3. Posjeduju i 6 rezervata namijenjenih uzgoju konja i goveda. Danas se ova banda služi uglavnom engleskim jezikom, a tek stariji jezikom Ntlakyapamuka.
Banda Upper Nicola ima 2003. godine 831, odnosno 846 registriranih članova (2005.).
Banda Lower Nicola ima 973 pripadnika (2005), a plemensko središte je u Merrittu, Britanska Kolumbija.
Nicola Tribal Association se sastoji od ukupno 8 bandi to su uz navedene i: Coldwater Indian Band (736 pripadnika; 2005); Cook's Ferry Indian Band (289; 2005); Nooaitch Indian Band (193; 2005); Nicomen Indian Band (121; 2001); Shackan Indian Band (14; 2005); i Siska Indian Band (296; 2005).

## Vanjske poveznice
- Welcome to the Upper Nicola Band
- Lower Nicola Indian Band: Home Page
- Nicola Tribal Association